# Haania doroshenkoi
Haania doroshenkoi är en bönsyrseart som beskrevs av Anisyutkin och Andrej Vasiljevitj Gorochov 2004. Haania doroshenkoi ingår i släktet Haania och familjen Thespidae. Inga underarter finns listade i Catalogue of Life.